# Elgabry Rangel
Elgabry Ricardo Rangel Especiano (Tuxpan, 3 aprile 1982) è un ex calciatore messicano, di ruolo centrocampista.